# Saint-Fontaine
Saint-Fontaine appelé parfois Centfontaine est un hameau belge de la commune de Clavier situé en Région wallonne dans le sud-ouest du Condroz liégeois.
Avant la fusion des communes survenue en 1977, Saint-Fontaine faisait partie de la commune de Pailhe.
Le hameau compte une quarantaine d'habitants.

## Description
Le site se compose d'un château, de deux chapelles, d'un cimetière, de maisons en pierre du pays, d'un manoir, d'étangs, de deux ruisseaux (les ruisseaux d'Ossogne et de Saint-Lambert) et d'un gué.
Saint-Fontaine figure parmi les douze villages repris dans la brochure Villages de caractère éditée par la Province de Liège.
Avec Hoyoux et Vervoz, Saint-Fontaine est l'un des hameaux les mieux conservés de la commune de Clavier.

## Patrimoine
Le château de Saint-Fontaine domine le hameau et la vallée du ruisseau de Saint-Lambert. Il a été construit dans les années 1820 en brique. Il se compose d'un corps central de cinq travées et de trois niveaux ainsi que de deux ailes latérales plus basses.